# برای مرجان
برای مرجان یک فیلم ایرانی به کارگردانی، تهیه‌کنندگی و نویسندگی حمید زرگرنژاد محصول سال ۱۳۹۹ است.این فیلم در  سی و نهمین جشنواره فیلم فجر حضور داشت  و در مرداد ماه ۱۴۰۱ در سینما های سراسر ایران اکران گردید.

## داستان
خوشبختی توی رابطه، یه‌چیز کاملاً شانسیه؛ شاید اینکه دیگران از ما بترسن و مجبورشون کنیم که با ما بمونن، قابل‌اطمینان‌تر از این باشه که عاشقمون باشن.

## بازیگران
- پگاه آهنگرانی
- بهزاد جعفری
- جمشید هاشم‌پور
- برزو ارجمند
- علیرضا استادی
- فریبا متخصص
- رامین راستاد
- محمد همایون‌پور
- امید روحانی
- مریم بوبانی
- محمد علایی